# Wapen van Vorst

Het wapen van Vorst

Het wapen van Vorst werd op 19 november 1936 per Koninklijk Besluit aan de Brusselse gemeente Vorst toegekend.

## Blazoenering
De blazoenering van het wapen luidt als volgt:
Gedeeld rechts van zilver met drie boomen geplant in een grond van sinopel gaande door een kroon van goud met drie fleurons en twee paarlen, en links van lazuur met een rechterarm gekleed met den koormantel eener kloosterzuster van goud, uitgaande van de linkerzijde van het schild, houdend een staf van hetzelfde naar rechts gewend, het schild in ruitvorm.
Het wapen is in twee verticale delen gesplitst. Het eerste is zilver van kleur met daarop een groepje van drie groene bomen, staande in een groene grond. Om de bomen heen een gravenkroon. Dit deel van het wapen is tevens sprekend, in het Frans heet Vorst namelijk Forest. Het tweede deel van het wapen is blauw met daarop een gouden rechterarm met in de hand een kromstaf. De arm is gekleed met een koormantel van een non. Bij dit wapen wordt expliciet vermeld dat het een ruitvorm heeft. In de heraldiek is dat doorgaans de vorm van een vrouwenwapen.

## Geschiedenis
Omdat Vorst deels onder het gezag van de abdij van Vorst viel en deels onder het gezag van de hertogen van Brabant, waren er meerdere schepenzegels. Het wapen van Vorst is gebaseerd op een zegel dat in 1186 door het benedictessenklooster van Vorst gebruikt werd. In 1339 gebruikte de schepenbank een zegel met daarop een abdis. Zij had in haar boek in de rechterhand en in de linker een kromstaf. Een ander schepenzegel, van de schepenbank van de abdij, toonde alleen de arm die later in het wapen terecht zou komen. Dit zegel werd tussen 1297 en 1444 gebruikt. Na 1444 werd dit zegel vervangen door een zegel gelijk aan het latere wapen, dus met de bomen met kroon aan de heraldisch rechter zijde. In de 18e eeuw werd een zegel gebruikt voor alle jurisdicties. Het is onbekend hoe dat zegel er uit heeft gezien. In 1936 werd aan de gemeente het wapen toegekend in de ruitvorm. Dat jaar werd er ook een zegel toegekend dat eveneens aan de oude zegels gerelateerd is.
Het sprekende deel van het wapen toont niet alleen de Franse naam (Forest), maar is tevens een symbool voor de geschiedenis van het gebied. Vorst was ten tijde van de Middeleeuwen het jachtgebied van de hertogen van Brabant.